# Distretto di Yuecheng
Il distretto di Yuecheng (越城区S, Yuèchéng QūP) è un distretto della Cina, situato nella provincia dello Zhejiang.